# Jason Lee
Jason Michael Lee (født 25. april 1970) er en amerikansk Golden Globe nomineret skuespiller og tidligere professionel skateboarder. Lee blev født i Orange i Californien og voksede op i Huntington Beach. Lee gik på Ocean View High School, selvom han ikke bestod.

## Karriere

### Skateboarding
Eftersom Lee ikke havde fuldført high school, begyndte han en karriere som professionel skateboarder i slutning af 1980'erne. Lees mest bemærkelsesværdige tricks inkluderede: 360 flip, kickflip backside tailslide, og curb cut launched Japan air. Han var sammen med Tony Hawk en af de første skatere, der fik sin egen skomodel, fra Airwalk, og han havde en fremtrædende rolle i promofilmen Video Days (instrueret af Spike Jonze) fra Blind Skateboards i 1991. I 1992 stiftede han selskabet Stereo Skateboards sammen med Chris Pastras, som han genoplivede i 2004 efter nogle års pause. I dag bliver han anset som en innovatør inden for gadeskating i begyndelsen af 1990'erne. Jason Lee optræder af og til på forskellige måder i skate-miljøet og så sent som i slutningen af 2006, lagde han stemme til sig selv som en spillefigur i konsolspillet Tony Hawks Project 8, hvor blandt andre også Bam Margera medvirkede.

### Skuespil
Efter nogle småroller som skuespiller, blandt andet i den Spike Jonze-instruerede musikvideo til Sonic Youths 100% i 1992, bestemte Lee sig for at lægge skateboardet på hylden og blive skuespiller til stor overraskelse for skate miljøet. Hans første store rolle var i Kevin Smiths Mallrats, og han blev en god ven af Smith og har siden optrådt i alle Smiths spillefilm, der indtil videre består af Chasing Amy, Dogma, Jay and Silent Bob Strike Back, Jersey Girl og Clerks II fra 2006. Og det var Smiths Chasing Amy som satte gang i hans karriere, efter at han blev belønnet med en Independent Spirit Award for rollen som den homofobiske tegneserietegner Banky Edwards. 
Dette førte til flere hovedroller, blandt andet i komediefilmene Stealing Harvard (sammen med Tom Green) og A Guy Thing (sammen med Julia Stiles). I tillæg har han haft roller i Enemy of the State, Almost Famous, Vanilla Sky og Dreamcatcher. Han lagde også stemme til Syndrome i Pixars originale amerikanske version af De utrolige.

### Fjernsynssucces
I 2005 debuterede han i sitcommen My Name Is Earl, der fik gode anmeldelser. Serien handler om Earl, der opdager karma, og begiver sig ud på en mission, hvor han vil rette om på alt det forkerte han har gjort i sit liv. For rollen er han blevet nomineret både til en Golden Globe, og til en Screen Actors Guild Award. Serien kører på TV3, og i USA er den blevet forlænget med en masse sæsoner. 

### Privatliv
Lee har en søn, ved navn Pilot Inspektor Riesgraf-Lee (født 28. september, 2003). med hans forlovede Beth Riesgraf(der optrådte i et afsnit af My Name Is Earl ved navn "Faked His Own Death"). Det lidt sære navn til sønnen er inspireret af sangen He's Simple, He's Dumb, He's the Pilot af Grandaddy. Mellem 1995 og 2001 var han gift med skuespillerinden og fotografen Carmen Lee.
Lee er medlem af Scientology Kirken.
He er gudfar til Kevin Smiths datter Harley.
Lee er 187 centimeter høj.

## Udvalgt filmografi
| År   | Film                           | Originaltittel  | Rolle                          | Notater  |
| ---- | ------------------------------ | --------------- | ------------------------------ | -------- |
| 2006 | Clerks II                      |                 | «Lance»                        |          |
| 2006 | Monster House                  |                 | «Bones»                        |          |
| 2005 | Waiting...                     |                 | «Monty»                        |          |
| 2005 | My Name Is Earl                |                 | «Earl»                         | TV-serie |
| 2005 | Drop Dead Sexy                 |                 | «Frank »                       |          |
| 2005 | The Ballad of Jack and Rose    |                 | «Gray»                         |          |
| 2004 | De utrolige                    | The Incredibles | «Buddy Pine»/Syndrome          | Stemme   |
| 2004 | Jersey Girl                    |                 | PR Exec #1                     |          |
| 2003 | Dreamcatcher                   |                 | «Joe 'Beaver' Clarenden»       |          |
| 2003 | A Guy Thing                    |                 | «Paul Coleman»                 |          |
| 2002 | Stealing Harvard               |                 | «John Plummer»                 |          |
| 2002 | Big Trouble                    |                 | «Puggy»                        |          |
| 2001 | Vanilla Sky                    |                 | «Brian Shelby»                 |          |
| 2001 | Jay and Silent Bob Strike Back |                 | «Brodie Bruce»/«Banky Edwards» |          |
| 2001 | Heartbreakers                  |                 | «Jack Withrowe»                |          |
| 2000 | Almost Famous                  |                 | «Jeff Bebe»                    |          |
| 1999 | Mumford                        |                 | «Skip Skipperton»              |          |
| 1999 | Dogma                          |                 | «Azrael»                       |          |
| 1998 | Enemy of the State             |                 | «Daniel Leon Zavitz»           |          |
| 1997 | Chasing Amy                    |                 | «Banky Edwards»                |          |
| 1995 | Mallrats                       |                 | «Brodie Bruce»                 |          |